# Allis-Chalmers

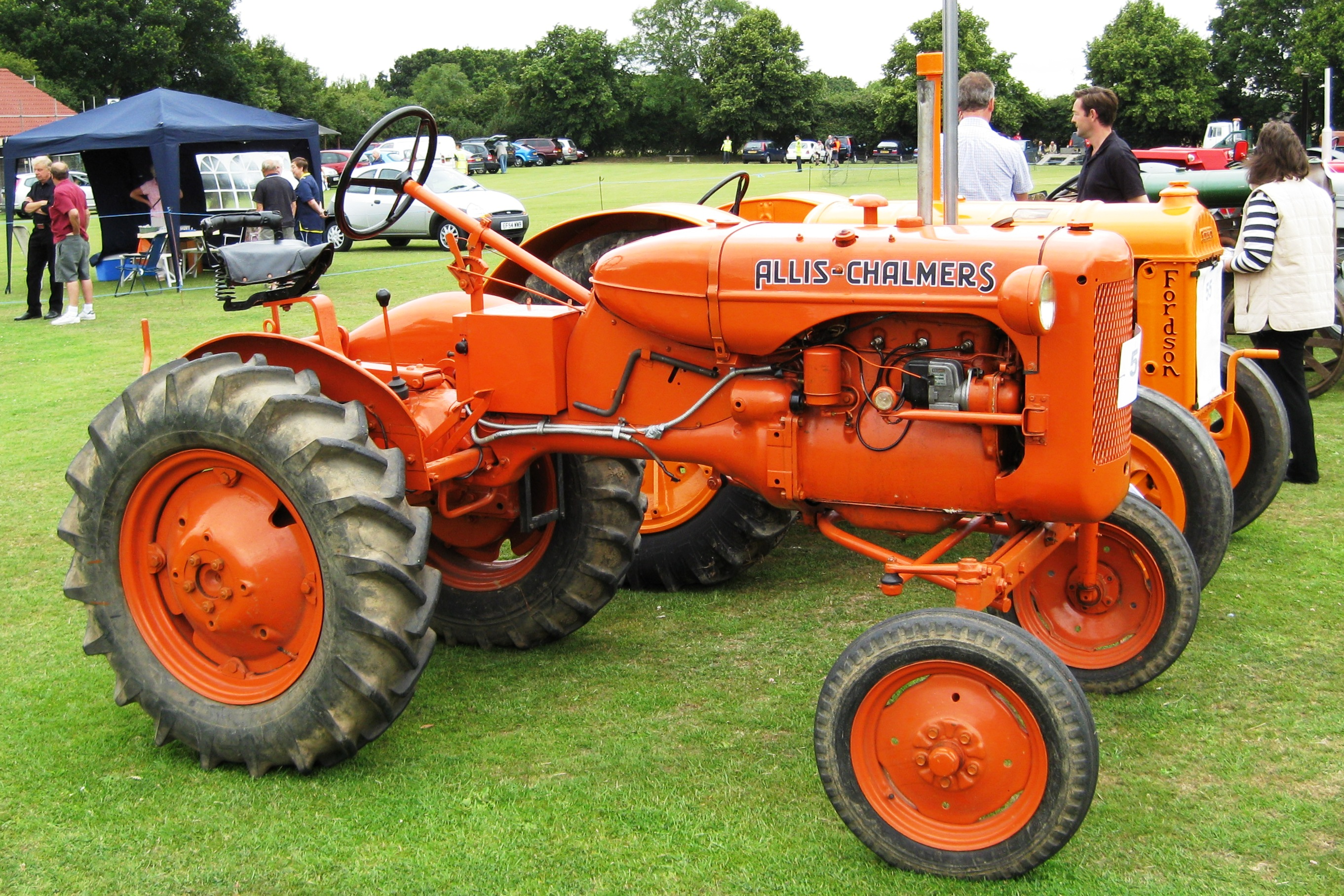
Allis-Chalmers Traktor

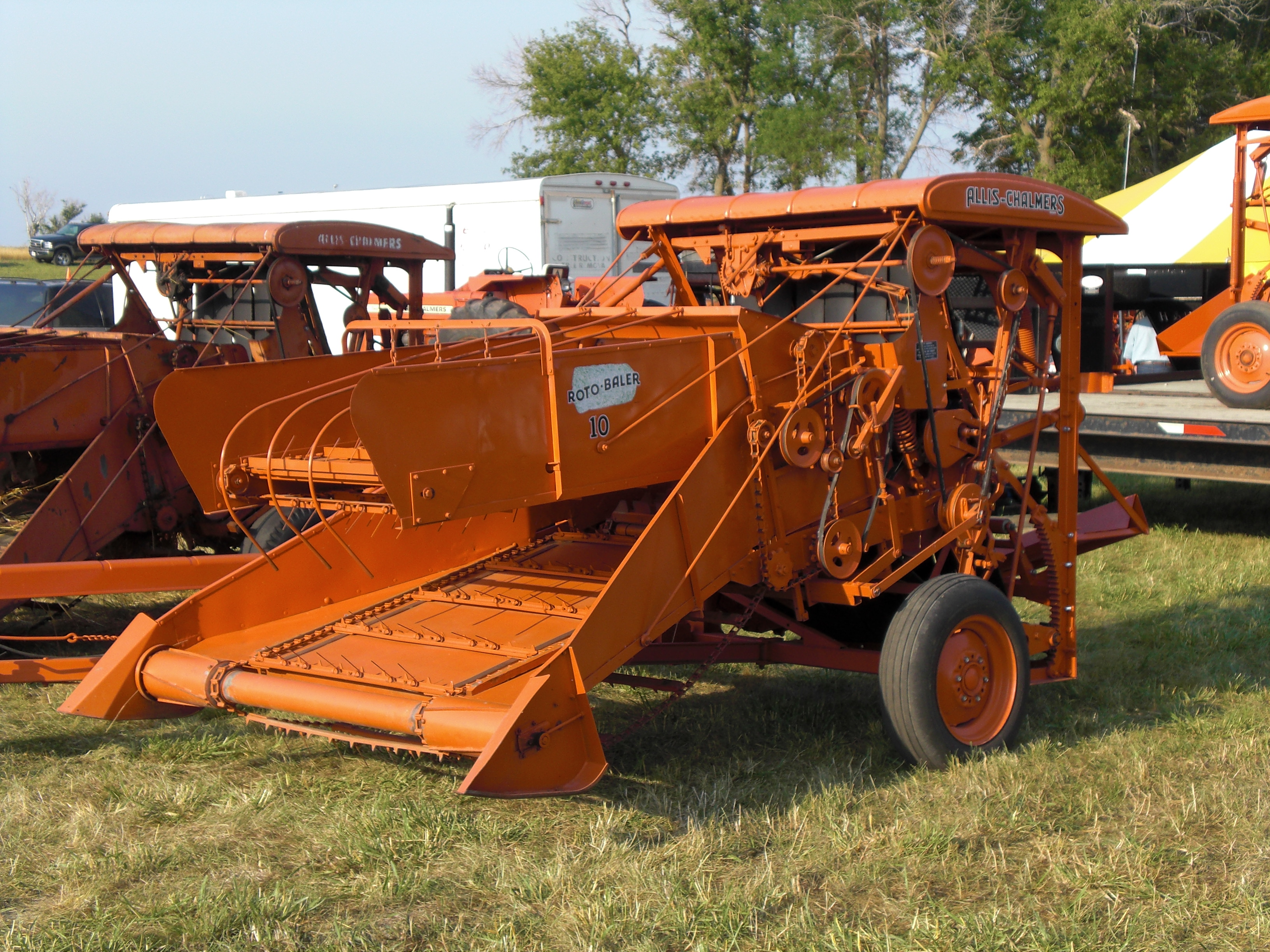
Allis-Chalmers Roto Baler 10

Allis-Chalmers was een tractormerk, dat in 1901 ontstaan is na een fusie tussen Edward P. Allis & Company, Fraser, Chalmers Company en Gates Iron Works. De hoofdzetel van het bedrijf was gevestigd in Milwaukee, Wisconsin, Verenigde Staten.
Allis-Chalmers is vooral bekend geworden door de introductie van de rubberbanden en door de felle kleur oranje, Persian Orange genoemd. Ook waren zij het die inzagen dat een rond, gestroomlijnder uiterlijk goed was voor de verkoopcijfers. Andere merken, zoals John Deere, volgden hun hierin. Allis-Chalmers was dan ook een belangrijke schakel in de geschiedenis van de mechanisatie van de landbouw.

## Geschiedenis

### Oorsprong
De wortels van het merk gaan terug tot in 1861, toen Edward P. Allis een molensteenfabriek kocht. In deze fabriek werden reeds spoedig stoommachines gebouwd. Deze stoommachines werden niet alleen voor de landbouwdoeleinden gebouwd. In de daaropvolgende jaren kocht het bedrijf nog enkele fabrikanten op. Hierdoor begon het ook met de productie van o.a. steenbrekers en mijnbouwwerktuigen. Na de fusie van 1901 produceerde het nog steeds deze producten en in 1904 werden er zelfs elektrische dynamo's geproduceerd.

### Jaren 1910
Toen in jaren 10 de tractor aan zijn opmars begon, besloot de toenmalige directeur Otto Falk om ook deze te gaan produceren. In 1914 kwam de eerste tractor, de 10-18, op de markt. Het was een driewieler op ijzeren wielen die ten hoogste 18 pk leverde. De jaren erna bracht het merk nog enkele andere modellen uit, een gewone vierwieler en een motorploeg. De verkoop viel echter tegen door de lage prijs van de Fordson F. Allis-Chalmers besloot daarop om de prijs ook zo veel mogelijk te drukken. Deze beslissing had resultaat, de verkoopcijfers groeiden aanzienlijk.
In 1929 sloot een aantal fabrikanten zich met elkaar aan en besloten een tractor genaamd de United te maken, Allis-Chalmers was een van hen. Deze fusie was geen succes en had als gevolg dat vele van de aangesloten bedrijven grote verliezen leden. Allis-Chalmers had zich op tijd teruggetrokken en wist een nieuw model, het model U uit te brengen dat gebaseerd was op de United.

### Jaren 1930
Begin jaren dertig kwamen er klachten van de gemeentes dat de ijzeren wielen op de tractoren het wegdek schade berokkenden. Allis-Chalmers maakte hier gretig gebruik van en probeerde vliegtuigwielen op deze tractor te leggen. De eerste resultaten waren behoorlijk en na enkele aanpassingen was hij klaar om in productie te gaan. De boeren waren echter niet zo blij met de nieuwe wielen, ze vonden dat deze onvoldoende grip boden op de akkers. Allis-Chalmers weerlegde dit en besloot extra promotie te maken. Er werden racepiloten ingehuurd die moesten rijden op het model U met rubberbanden. De tractoren hadden voor deze evenementen extra snelheid gekregen. Tijdens deze shows op heel wat circuits werd er zelfs een nieuw wereldrecord verbroken voor de snelste tractor aller tijden. De boeren vonden deze shows zeer amusant en de rubberbanden werden steeds populairder. In 1945 zouden bijna alle tractoren met rubberbanden verkocht worden.
De tweede innovatie die Allis-Chalmers in het begin van de jaren dertig uitbracht, was het gebruik om de tractoren in felle kleuren te schilderen opdat ze meer de aandacht van de kopers zouden trekken. Allis-Chalmers koos voor een feloranje, Persian Orange, dat het eerdere donkergroen met rood verving. Allis-Chalmers was op dat moment uitgegroeid tot een belangrijke schakel in het tractormilieu. Er werden in die tijd enkele andere bedrijven opgekocht, zoals Advance-Rumely en rupstractorenfabrikant Monarch.
In het verdere verloop van de jaren dertig bracht het bedrijf nog enkele tractoren uit zoals het model A, maar de belangrijkste modellen waren de WC en de B. Beide haalden zeer hoge verkoopcijfers en beide zou een lang leven beschoren zijn. In de jaren veertig werden vooral verbeteringen van de modellen uit de jaren dertig verkocht, dit kwam doordat de tractorfabrikanten vooral oorlogsmateriaal moesten leveren.

### Na de oorlog
Na de oorlog begon het bedrijf met een vestiging in Engeland waar het het model B introduceerde. In Amerika bracht het het model G (een kleine tractor met de motor achter en veel ophangingsruimte) en het model WD-45 (een ploegmodel) uit. De WD-45 was ook het eerste model van Allis-Chalmers dat met een dieselmotor uitgerust werd. In de jaren vijftig begon men in Amerika met de D-serie, een zeer uitgebreide serie met modellen voor alle klassen. Deze modellen zouden tot in het begin van de jaren zestig verkocht worden. In Engeland werkte men aan opvolging voor model B, de D270 en D272 die aan het eind van de jaren vijftig uitkwamen. Deze modellen zouden nog een laatste opvolger, de ED40 krijgen, maar toen het laatste exemplaar van dit model in 1968 van de band rolde betekende dit het einde voor de tractorproductie in Engeland. Er werden wel nog enkele jaren werktuigen gemaakt.

### Overname
Aan het eind van de jaren vijftig had het bedrijf ook de Franse fabrikant Vendeuvre opgekocht. Hier werd in Parijs begonnen met tractoren te produceren, de FD-serie. Deze modellen werden niet lang gebouwd en de productie werd in Frankrijk net als in Engeland stopgezet. In Amerika werkte men aan opvolging van de D-serie. Deze 100-serie kreeg nog enkele opvolgingen, waaronder zeer grote tractoren. Voor de bouw van zeer grote tractoren wendde het bedrijf zich ook tot Steiger, een fabrikant van echte monstertracktoren die een vermogen hadden dat kon oplopen tot 500 PK en meer. Het bedrijf werkte toen ook samen met het Italiaanse Fiat.
De verkoopcijfers vielen echter tegen. In 1985 werd het bedrijf opgekocht door het Duitse Deutz AG. Het produceerde tractoren onder de naam Deutz-Allis en werd in 1991 op zijn beurt opgekocht door AGCO Corporation.